# Lo scugnizzo
Lo scugnizzo è un film commedia del 1979, scritto e prodotto da Ciro Ippolito e diretto da Alfonso Brescia.

## Trama
Il piccolo Gennarino, orfano dei genitori, si esibisce per strada a Napoli come suonatore ambulante insieme alla madre adottiva Angela. Purtroppo un giorno la donna si ammala e deve essere ricoverata in ospedale, così il bambino, nella necessità di trovare del denaro per le cure, si aggrega ad un gruppo di ladruncoli. Viene però subito catturato dalla polizia e chiuso in un penitenziario minorile, da dove però scappa quasi subito. Sempre in cerca del denaro, Gennarino decide di rivolgersi a Don Salvatore Tramontano, uno dei boss camorristi più rispettati della città. Ma, durante il tragitto in ospedale con l'autobus, Angela muore sotto gli occhi di Gennarino.